# Кубок світу з біатлону 2018—2019
Кубок світу з біатлону в сезоні 2018—2019 проходив з 2 грудня 2018 року по 24 березня 2019 року. Він складався з 10 етапів. 

## Національні квоти країн
Кількість біатлоністів, що беруть участь в Кубку світу від окремої національної збірної, визначається відповідно до місця команди в Кубку націй у попередньому сезоні. Відповідно до результатів попереднього сезону національні команди будуть представлені наступною кількістю спортсменів:
| Місце в Кубку націй | Реєстрація/Старт | Чоловіки                                                        | Жінки                                                             |
| ------------------- | ---------------- | --------------------------------------------------------------- | ----------------------------------------------------------------- |
| 1 — 5               | 8/6              | Норвегія, Франція, Німеччина, Росія, Італія                     | Німеччина, Франція, Італія, Росія, Норвегія                       |
| 6 — 10              | 7/5              | Австрія, Швеція, Словенія, Швейцарія, Чехія                     | Україна, Швеція, Білорусь, Швейцарія, Чехія                       |
| 11 — 17             | 6/4              | Україна, Болгарія, США, Канада, Білорусь, Словаччина, Фінляндія | Польща, Фінляндія, Словаччина, Казахстан, Канада, Австрія, Японія |
| 18 — 23             | 5/3              | Естонія, Латвія, Казахстан, Румунія, Литва, Польща              | Південна Корея, США, Естонія, Болгарія, Литва, Словенія           |
| 24 — 25             | 4/2              | Японія, Південна Корея                                          | КНР, Румунія                                                      |
| 26 — 30             | 3/1              | Бельгія, Велика Британія, Греція, Хорватія, Сербія              | Латвія, Велика Британія, Молдова, Іспанія, Угорщина               |

## Календар
Календар кубка світу IBU на сезон 2018—2019.
| Місце                | Дата          | Інд. гонка | Спринт | Персьют | Мас-старт | Естафети | Змішані | Одиночні змішані |
| -------------------- | ------------- | ---------- | ------ | ------- | --------- | -------- | ------- | ---------------- |
| Поклюка              | 2—9 грудня    | ●          | ●      | ●       |           |          | ●       | ●                |
| Гохфільцен           | 13—16 грудня  |            | ●      | ●       |           | ●        |         |                  |
| Нове Место-на-Мораві | 20—23 грудня  |            | ●      | ●       | ●         |          |         |                  |
| Обергоф              | 10—13 січня   |            | ●      | ●       |           | ●        |         |                  |
| Рупольдінг           | 16—20 січня   |            | ●      |         | ●         | ●        |         |                  |
| Разун-Антерсельва    | 24—27 січня   |            | ●      | ●       | ●         |          |         |                  |
| Кенмор               | 7—10 лютого   | ●          |        |         |           | ●        |         |                  |
| Солт-Лейк-Сіті       | 14—17 лютого  |            | ●      |         |           |          | ●       | ●                |
| Естерсунд            | 7—17 березня  | ●          | ●      | ●       | ●         | ●        | ●       | ●                |
| Голменколлен         | 21—24 березня |            | ●      | ●       | ●         |          |         |                  |
| Усього               | Усього        | 3          | 9      | 7       | 7         | 5        | 3       | 3                |

## Таблиці

### Загальний залік. Чоловіки
| Місце | Біатлоніст                | Очки |
| ----- | ------------------------- | ---- |
| 1     | Йоганнес Тінгнес Бо (NOR) | 1230 |
| 2     | Олександр Логінов (RUS)   | 854  |
| 3     | Кантен Фійон Майє (FRA)   | 843  |

| Місце | Біатлоніст                | Очки |
| ----- | ------------------------- | ---- |
| 1     | Йоганнес Тінгнес Бо (NOR) | 514  |
| 2     | Олександр Логінов (RUS)   | 350  |
| 3     | Сімон Детьє (FRA)         | 338  |

| Місце | Біатлоніст                | Очки |
| ----- | ------------------------- | ---- |
| 1     | Йоганнес Тінгнес Бо (NOR) | 386  |
| 2     | Кантен Фійон Майє (FRA)   | 315  |
| 3     | Олександр Логінов (RUS)   | 305  |

| Місце | Біатлоніст                | Очки |
| ----- | ------------------------- | ---- |
| 1     | Йоганнес Тінгнес Бо (NOR) | 262  |
| 2     | Арнд Пайффер (GER)        | 219  |
| 3     | Кантен Фійон Майє (FRA)   | 218  |

| Місце | Біатлоніст                     | Очки |
| ----- | ------------------------------ | ---- |
| 1     | Йоганнес Тінгнес Бо (NOR)      | 128  |
| 2     | Ветле Шостад Крістіансен (NOR) | 118  |
| 3     | Ларс-Гельге Біркеланн (NOR)    | 97   |

### Естафета. Чоловіки
| Місце | Країна    | Очки |
| ----- | --------- | ---- |
| 1     | Норвегія  | 270  |
| 2     | Росія     | 236  |
| 3     | Німеччина | 233  |

## Таблиці. Жінки

### Загальний залік. Жінки
| Місце | Біатлоністка             | Очки |
| ----- | ------------------------ | ---- |
| 1     | Доротея Вірер (ITA)      | 904  |
| 2     | Ліза Вітоцці (ITA)       | 882  |
| 3     | Анастасія Кузьміна (SVK) | 870  |

| Місце | Біатлоністка                 | Очки |
| ----- | ---------------------------- | ---- |
| 1     | Анастасія Кузьміна (SVK)     | 371  |
| 2     | Доротея Вірер (ITA)          | 330  |
| 3     | Марте Ольсбу-Рейселанн (NOR) | 326  |

| Місце | Біатлоністка                 | Очки |
| ----- | ---------------------------- | ---- |
| 1     | Доротея Вірер (ITA)          | 327  |
| 2     | Марте Ольсбу-Рейселанн (NOR) | 312  |
| 3     | Анастасія Кузьміна (SVK)     | 309  |

| Місце | Біатлоністка           | Очки |
| ----- | ---------------------- | ---- |
| 1     | Ганна Еберг (SWE)      | 220  |
| 2     | Доротея Вірер (ITA)    | 194  |
| 2     | Пауліна Фіалкова (SVK) | 194  |

| Місце | Біатлоністка           | Очки |
| ----- | ---------------------- | ---- |
| 1     | Ліза Вітоцці (ITA)     | 140  |
| 2     | Пауліна Фіалкова (SVK) | 111  |
| 3     | Маркета Давідова (CZE) | 102  |

### Естафета
| Місце | Країна    | Очки |
| ----- | --------- | ---- |
| 1     | Норвегія  | 249  |
| 2     | Німеччина | 241  |
| 3     | Франція   | 230  |

## Виноски
1. ↑  Архівована копія. Архів оригіналу за 1 грудня 2017. Процитовано 1 грудня 2018.{{cite web}}:  Обслуговування CS1: Сторінки з текстом «archived copy» як значення параметру title (посилання)
2. ↑  Кубок наций 2017/2018. www.biathlon.com.ua. Архів оригіналу за 9 грудня 2018. Процитовано 7 грудня 2018.(рос.)
3. ↑  International Biathlon Union - IBU. www.biathlonworld.com. Архів оригіналу за 17 грудня 2018. Процитовано 2 грудня 2018.